# ميرلين دونالد
ميرلين دونالد هو عالم نفس وعالم أعصاب كندي، ولد في 17 نوفمبر 1939.